# Куньєвська волость
Куньєвська волость — адміністративно-територіальна одиниця Ізюмського повіту Харківської губернії з центром у селі Куньє.
Станом на 1885 рік складалася з 7 поселень, 8 сільських громад. Населення — 3643 осіб (1852 чоловічої статі та 1791 — жіночої), 571 дворове господарство.
|                     | Площа, десятин | У тому числі орної, дес. |
| ------------------- | -------------- | ------------------------ |
| Сільських громад    | 4543           | 4212                     |
| Приватної власності | 8605           | 1807                     |
| Іншої власності     | 33             | 33                       |
| Загалом             | 13181          | 6052                     |

Основні поселення волості:
- Куньє — колишнє власницьке село при річці Куньє за 23 верст від повітового міста, 2745 осіб, 466 дворів, православна церква, школа, 2 лавки. За 9 верст — винокурний завод.